# سيرجيو مارشيوني
سيرجيو مارشيوني (بالإيطالية: Sergio Marchionne)‏ (و. 1952 – 2018 م) هو رائد أعمال، ومحاسب، ومسير أعمال، ومحامٍ، وصناعي، ومشارك في المنتدى الدولي ‏ من إيطاليا، وكندا، ولد في كييتي، شارك في الإجتماع السنوي للمنتدى الإقتصادي العالمي ل 2004 ‏، توفي في زيورخ، عن عمر يناهز 66 عاماً ، بسبب مضاعفات ناجمة عن جراحة.

## مناصب
تولى منصب
- رئيس  [لغات أخرى]‏، CNH Industrial [الإنجليزية]‏ حتى 21 يوليو 2018
- رئيس  [لغات أخرى]‏، فيراري 13 أكتوبر 2014–21 يوليو 2018
- رئيس تنفيذي، فيات كرايسلر أوتوموبيل 12 أكتوبر 2014–21 يوليو 2018
- رئيس تنفيذي، كرايسلر 2009–12 أكتوبر 2014
- رئيس تنفيذي، فيات إس بي آي  [لغات أخرى]‏ 1 يونيو 2004–12 أكتوبر 2014
- رئيس تنفيذي، اس جي اس فبراير 2002–1 يونيو 2004
- رئيس  [لغات أخرى]‏، اس جي اس فبراير 2002–21 يوليو 2018

## التعليم
تعلم في جامعة تورنتو، وتعلم في كلية الحقوق لقاعة أوسغوود ‏، وتعلم في جامعة وندسور، وتحصل منها على ماجستير إدارة الأعمال، وتعلم في جامعة يورك، وتعلم في Odette School of Business ‏
.

## جوائز
حصل على جوائز منها:
نيشان الاستحقاق للعمل